# Adesmia arachnipes
Adesmia arachnipes es una especie de planta floral del género Adesmia, categorizada en la tribu Dalbergieae, de la subfamilia Faboideae.
Fue descrita por el botánico francés Dominique Clos. Aparece registrada y publicada en una sección del libro Flora de Chile 2: 153 de 1847.

## Distribución
Especie nativa de Chile. Crece en el bioma subtropical.